# Цесія
Цесія (лат. cessiō — уступка, передача) — 
- уступка, на платній основі, кредитором (цедент) свого права вимагати гроші чи інші цінності, на користь третьої особи (цесіонарій), до якої за договором про відступлення права вимоги (договір цесії) переходить визначений таким договором обсяг прав вимагати від дебітора виконання ним свого боргового зобов'язання перед цесіонарієм, яке виникло в нього перед первісним кредитором (цедентом);
- передача однією державою іншій своєї території за згодою між ними.
- передача права вимоги. Шляхом цесії здійснюється зміна особи, яка має право вимоги, тобто це право перекладається з однієї особи на іншу. Цесія може бути безоплатною.
- Цесія або переуступка прав власності означає заміну первісного пайовика або покупця. Подібна угода законна, якщо цедент (продавець) ще не ставив свого підпису під актом прийому-передачі нерухомості. Якщо це сталося, тоді угода переходить в ранг стандартної покупки житла.[1]